# Futbol a São Tomé i Príncipe

El futbol és l'esport més popular a São Tomé i Príncipe.

## Competicions
- Lligues:

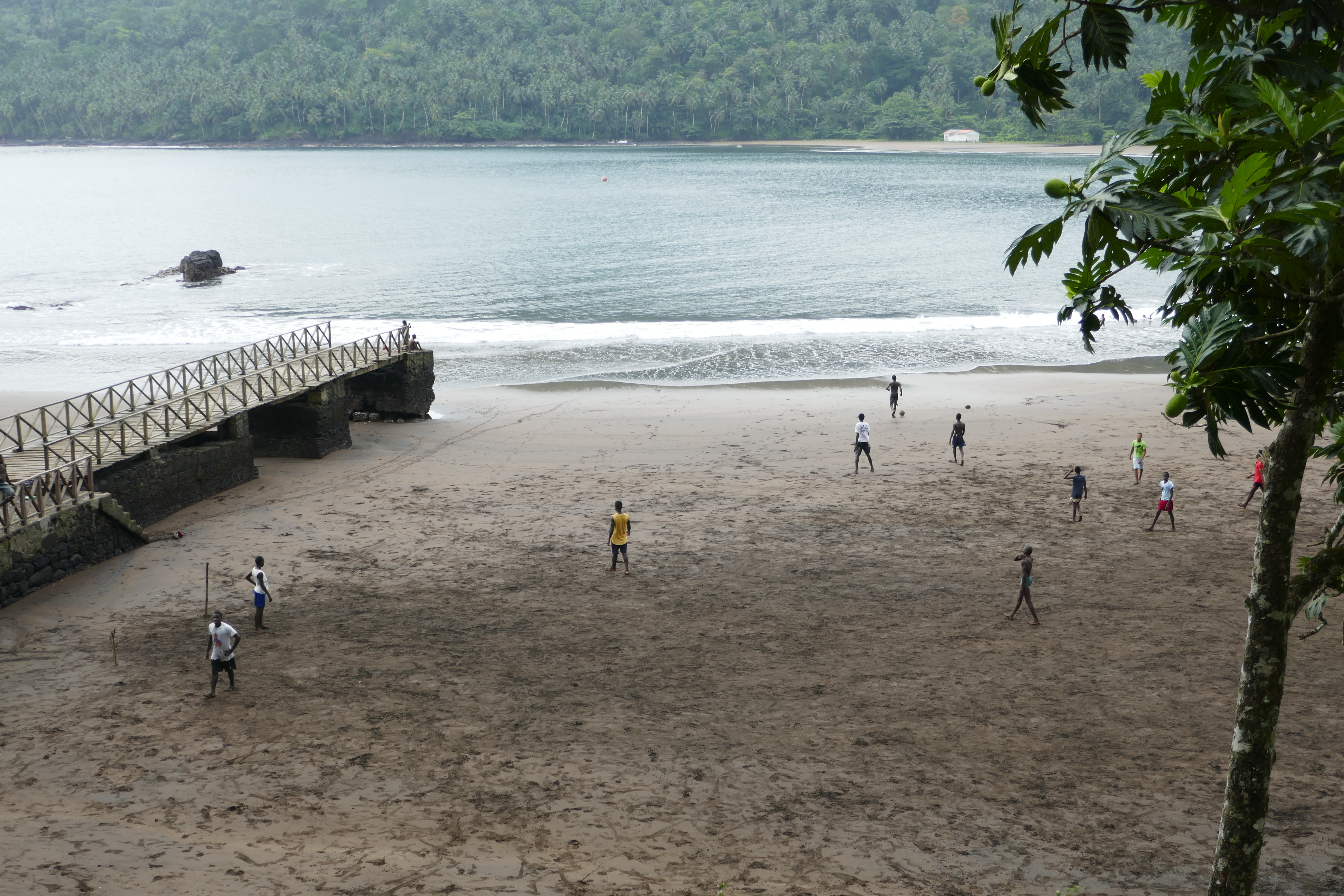
Futbol a una platja de São João dos Angolares.

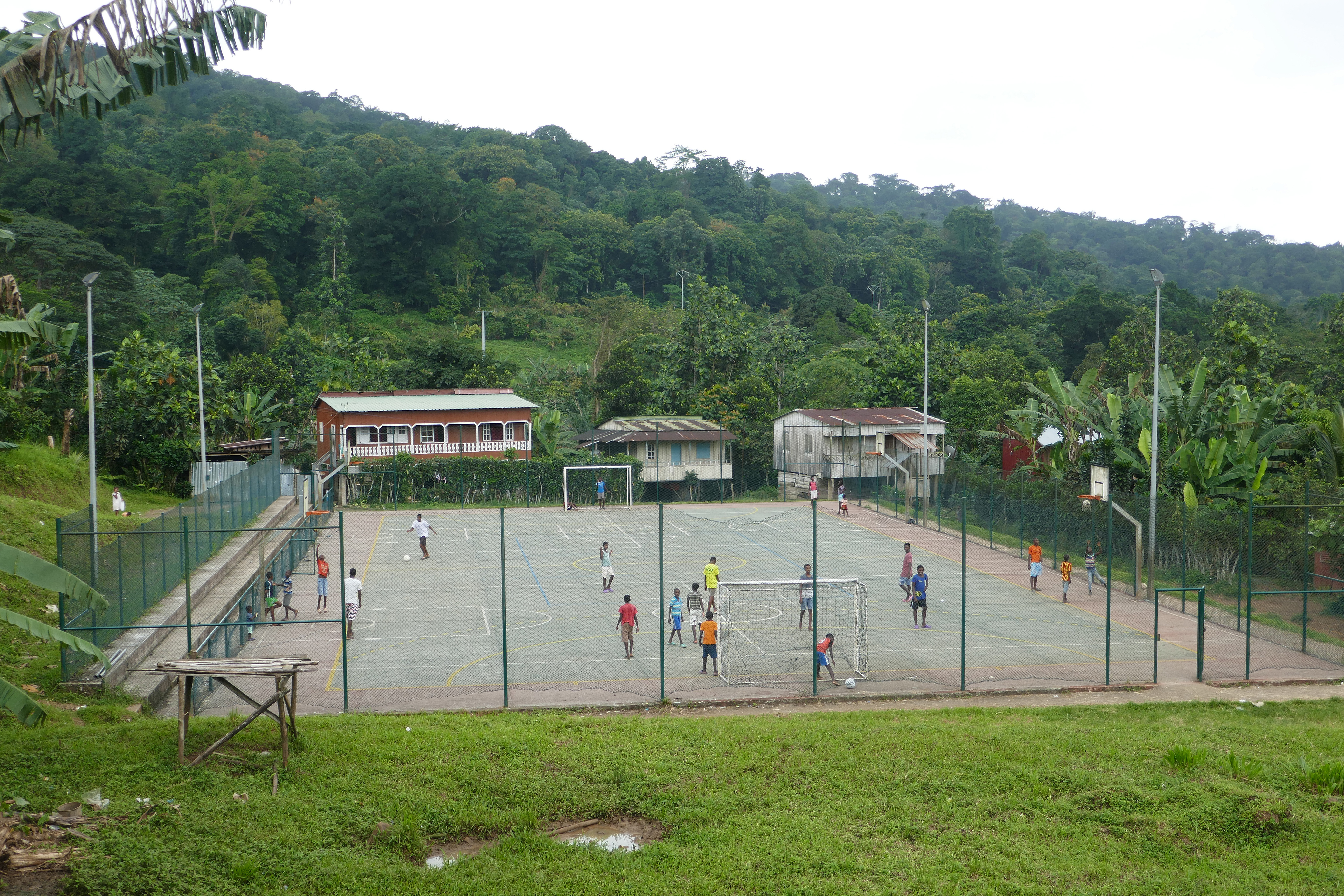
Futbol a São João dos Angolares.

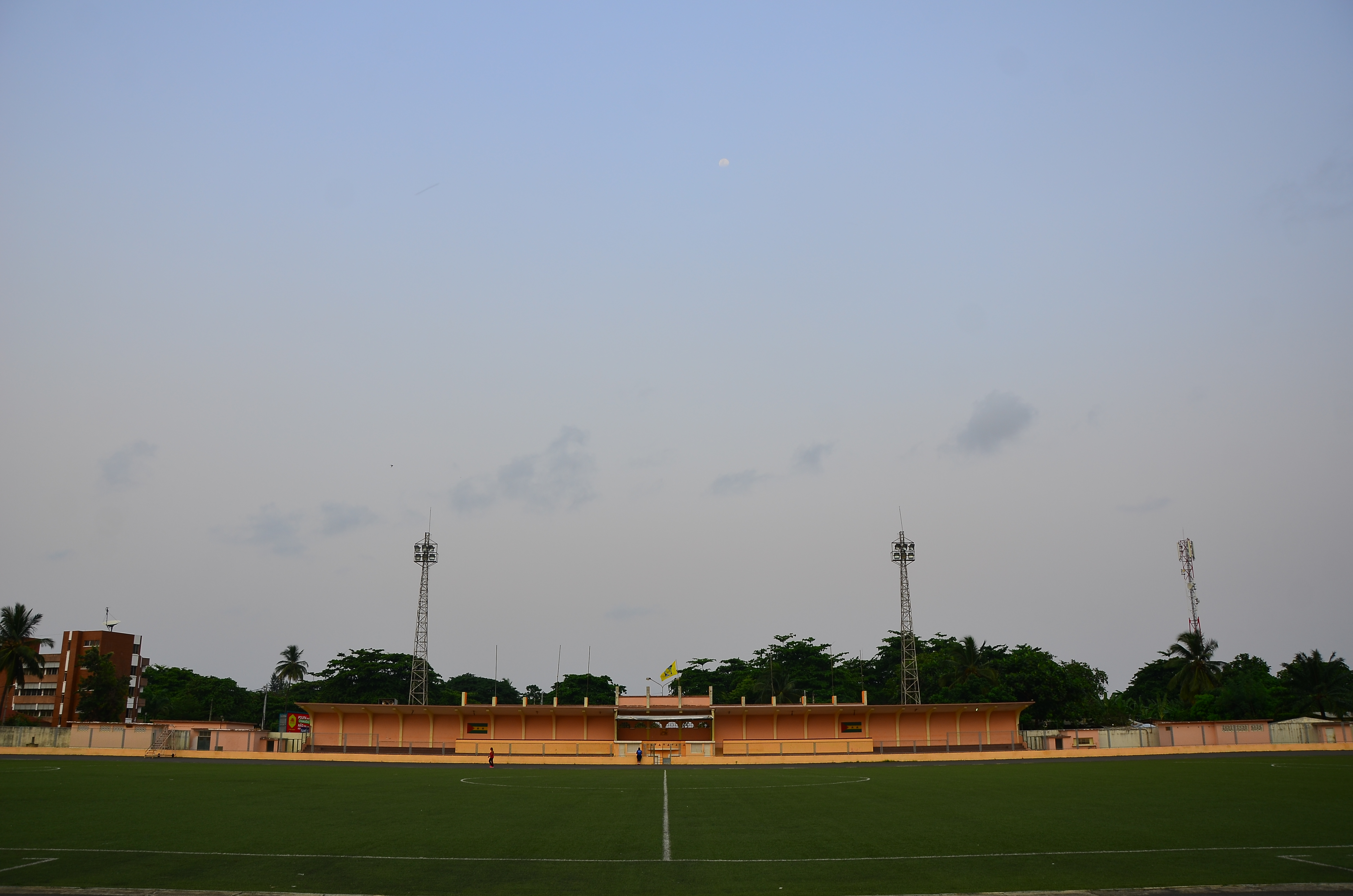
Estádio Nacional 12 de Julho.

  - Campionat de São Tomé i Príncipe de futbol
  - Lliga de São Tomé de futbol
  - Lliga de Príncipe de futbol
  - São Tomé Segunda Divisão
  - São Tomé Terceira Divisão

- Copes:
  - Taça Nacional de São Tomé e Príncipe
  - Supercopa de São Tomé i Príncipe de futbol

## Principals clubs
Clubs amb més títols nacionals a 2019.
- Sporting Praia Cruz
- Vitória FC
- GD Os Operários
- Inter FC
- UDRA
- Bairros Unidos FC
- CD Guadalupe
- Sporting Clube do Príncipe
- 6 de Setembro
- Andorinha SC
- Porto Folha Fede
- Agrosport Clube de Monte Café
- Santana FC
- GD Sundy
- FC Aliança Nacional
- FC Porto Real

## Principals estadis
Príncipe
- Estádio 13 de Julho - Santo António
- Campo de Futebol de Santo António
- Campo de Sundy - Sundy

São Tomé
- Estádio Nacional 12 de Julho - São Tomé
- Campo dos Lobatos - Guadalupe
- Estadio Mé-Zóchi, Bom-Bom
- Campo de Pantufo - Pantufo
- Campo de Futebol de Santana
- Campo de Santo Amaro - Oque del Rei
- Campo de Diogo Simão, Diogo Simão